# Вибудів
Ви́будів —  село в Україні, у Козівській селищній громаді, Тернопільського району Тернопільської області. Розташоване на річці Ценівка, на заході району. До 2020 — адміністративний центр Вибудівської сільради, якій було підпорядковане село Вимислівка. 
До Вибудова приєднано хутір Сіножати. Населення — 529 осіб (2003).

## Історія
5 січня 1470 р. львівський латинський архієпископ Григорій з Сянока викупив архієпископські села Куропатники, Ценів і Будилів Львівського повіту в орендаря Цорнберга Миколи.
Перша писемна згадка пов’язана з нападом татар у 1626 році, тоді село було повністю зруйноване.
У 1630 році споруджено нову церкву (не збереглася).
Діяли товариства «Луг», «Рідна школа», «Сільський господар», «Союз українок».
У червні 1965 в селі була велика повінь.
12 червня 2020 року, відповідно до розпорядження Кабінету Міністрів України № 724-р «Про визначення адміністративних центрів та затвердження територій територіальних громад Тернопільської області» увійшло до складу Козівської селищної громади.
19 липня 2020 року, в результаті адміністративно-територіальної реформи та ліквідації Козівського району, село увійшло до складу Тернопільського району.

## Населення
За даними перепису населення 2001 року мовний склад населення села був таким:
| Мова       | Число ос. | Відсоток |
| ---------- | --------- | -------- |
| українська |           | 99,81    |
| інша       |           | 0,19     |

Місцева говірка належить до наддністрянського говору південно-західного наріччя української мови.

## Пам'ятки
Є церкви Різдва Христового (1851) та Церква Ризоположеня Богородиці (1995; цегляна), дві каплички.

## Пам'ятники
Споруджено пам'ятники:
- на честь скасування панщини (відновлено 1998),
- полеглим у німецько-радянській війні воїнам-односельцям (1985),
- на честь проголошення незалежності України (1992),
- насипано три символічні могили.

## Соціальна сфера
Діють загальноосвітня школа І ступеня, клуб, бібліотека, ФАП.

## Відомі люди

### Народилися
- різьбярі: Петро Терещук (*1875 — †1963) — жив і працював у Відні, Ярослав Безкоровайний,
- доктор педагогічних наук, професор, член-кореспондент АПНУ. перший проректор Тернопільського НПУ Григорій Васильович Терещук.
- доктор педогагічних наук, професор, директор Інституту мистецтв Рівненського ДГУ, диригент  Ярослав Васильович Сверлюк

## Галерея

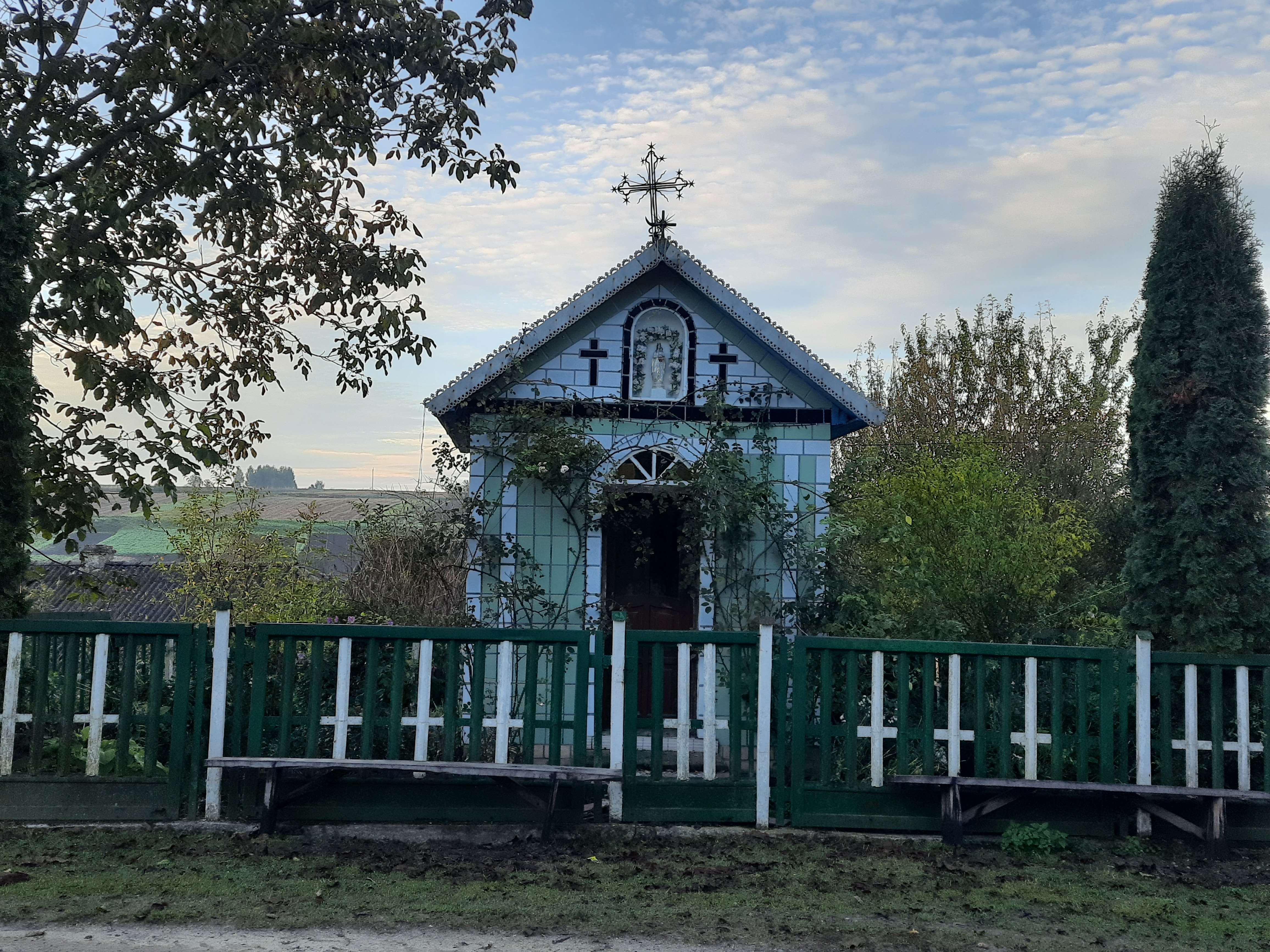
Капличка
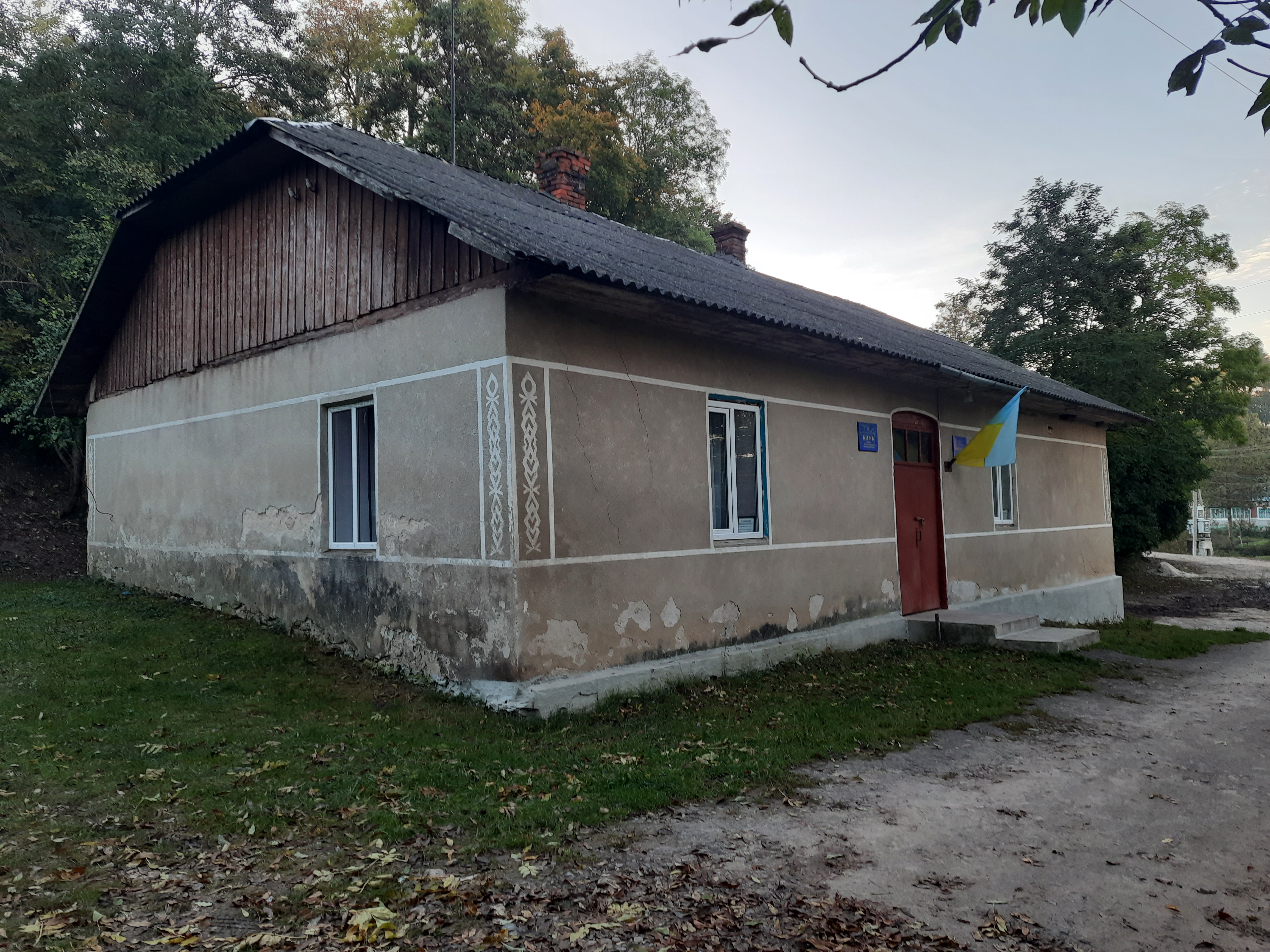
Клуб
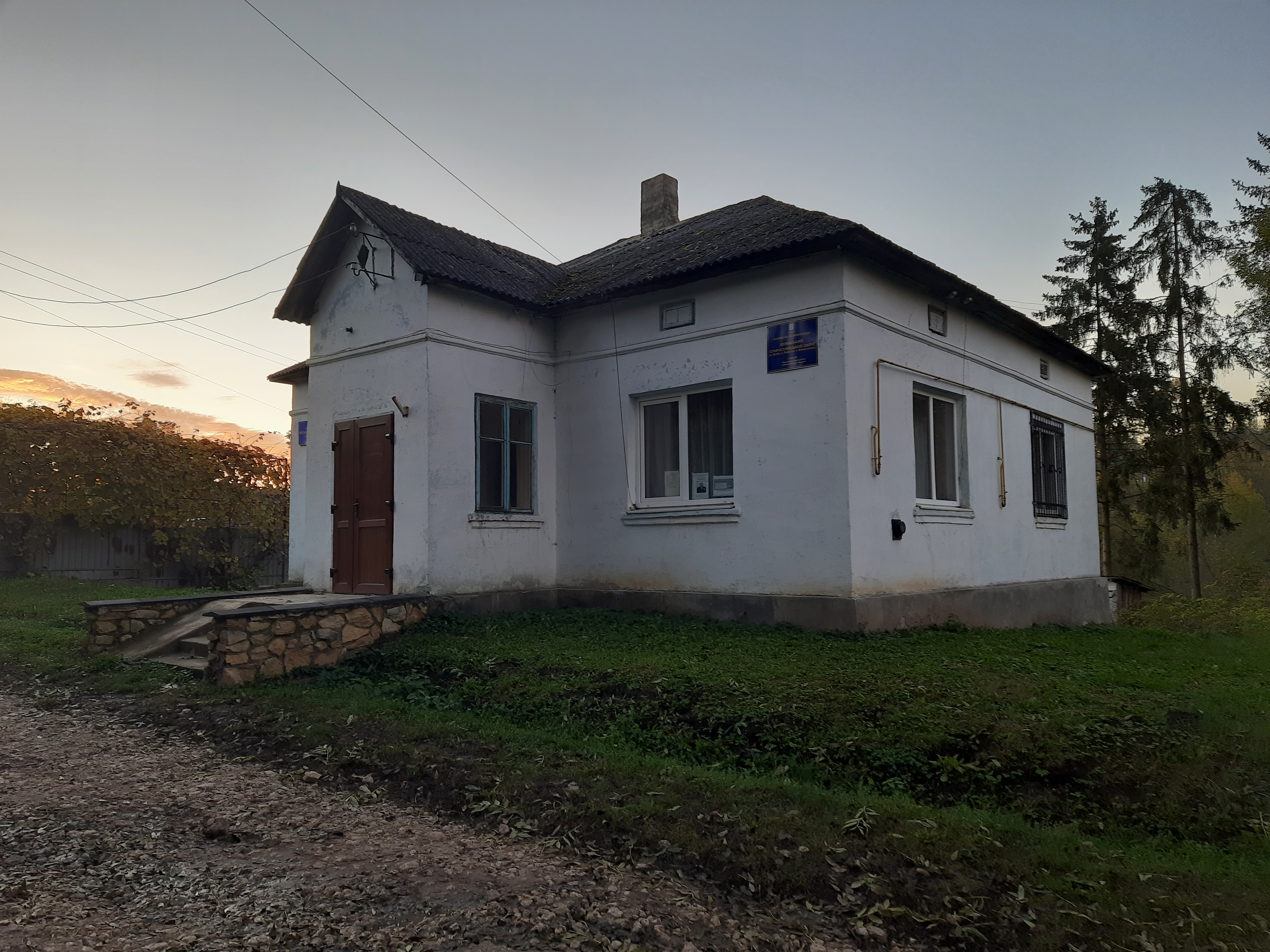
Старостат
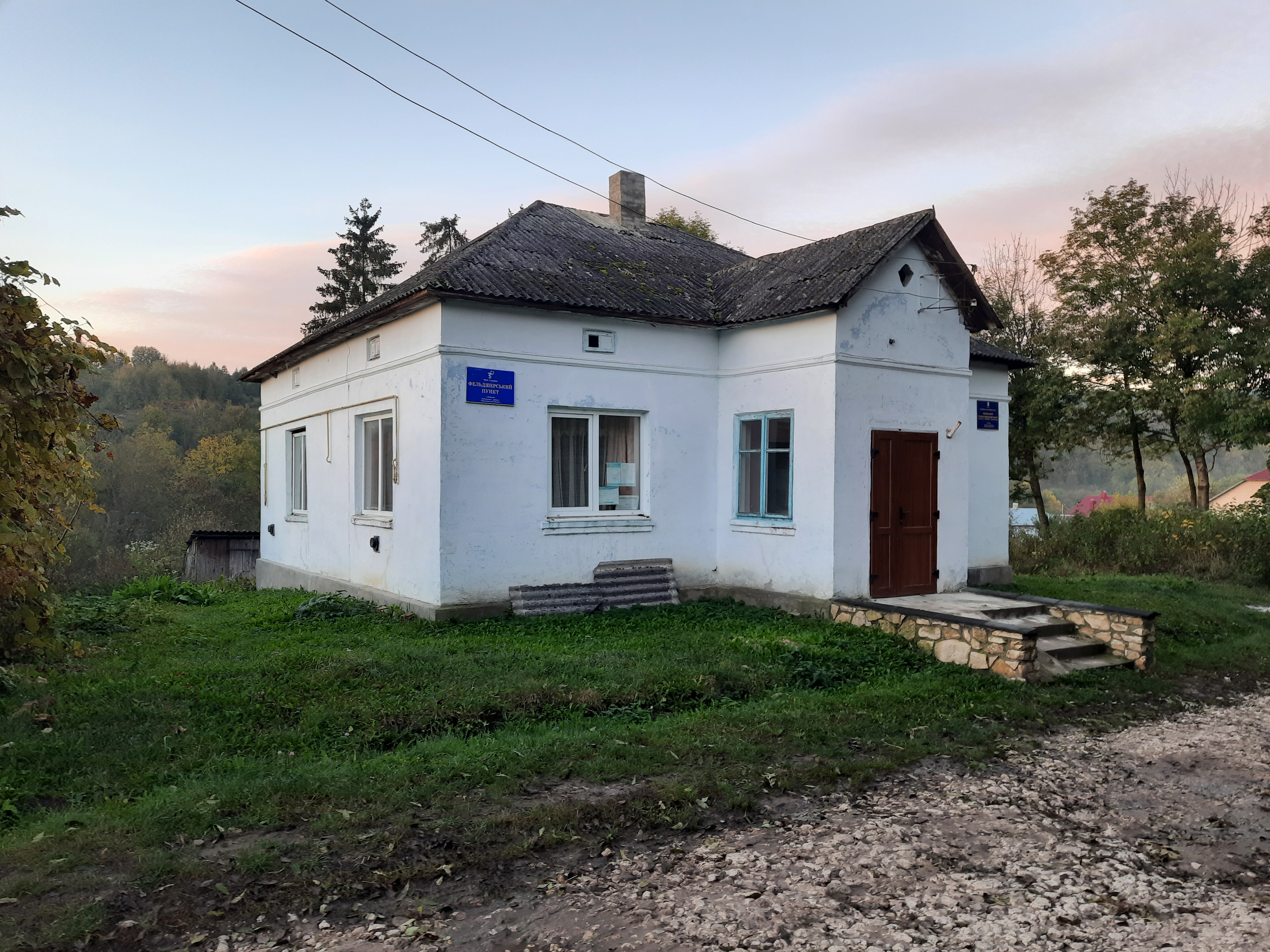
Фельдшерський пункт
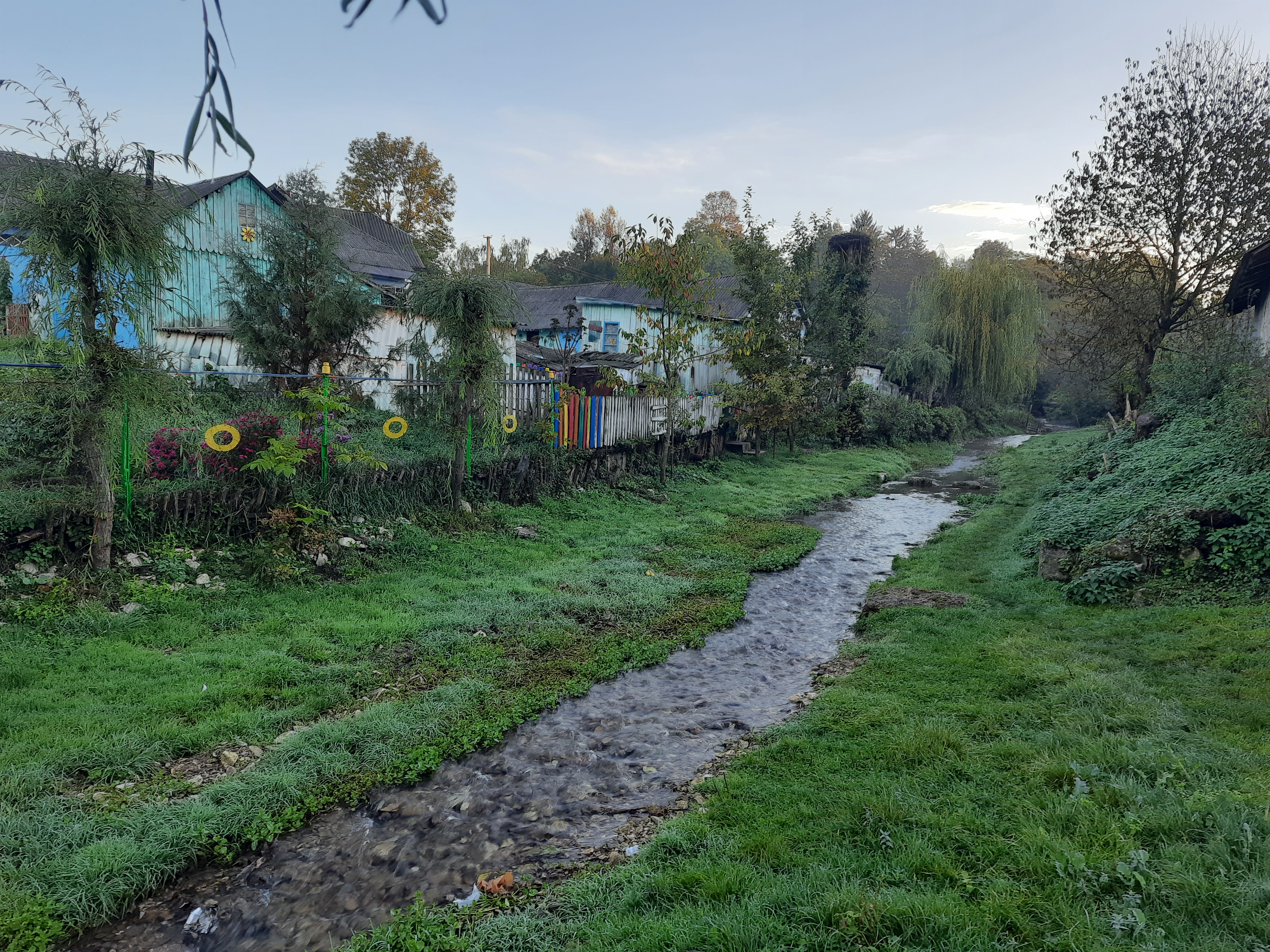
Річка Ценівка